# Nicholas Royle (Verleger)
Nicholas Royle (geboren 20. März 1963 in Sale, Manchester) ist ein britischer Autor, Verleger und Herausgeber.

## Leben
Royle begann während seines Studiums Kurzgeschichten zu schreiben. Die Science-Fiction-Autoren Derek Marlowe und M. John Harrison hatten anfänglich einen großen Einfluss auf sein Schreiben. Sein erster Roman Counterparts kam 1995 heraus, sein siebter Roman trug 2013 den Titel First Novel.
Royle gewann 1992 und 1993 zweimal einen British Fantasy Award, 1993 zusätzlich auch für eine von ihm herausgegebene Anthologie. Sein Roman The Matter of the Heart wurde  1997 mit dem Bad Sex in Fiction Award des Literary Review kritisch ausgezeichnet.
Royle gründete den Verlag Nightjar Press, der Kurzgeschichten in Einzelausgaben druckt.
Royle gibt beim Verlag Salt seit 2011 jährlich die Anthologie The Best British Short Stories heraus. Weitere von ihm herausgegebene Anthologien waren A Book of Two Halves, The Tiger Garden: A Book of Writers’ Dreams, The Time Out Book of New York Short Stories und Dreams Never End. Er holte Alison Moore zum Verlag Salt, die 2012 mit ihrem Romandebüt The Lighthouse auf die Shortlist des Man Booker Prize gelangte. Auf dessen Longlist schaffte es 2016 der von Royle betreute Autor Wyl Menmuir.
Royle lehrt Creative Writing an der Manchester Writing School der Manchester Metropolitan University. Er leitet die Auswahlkommission des Manchester Fiction Prize.
Royle ist verheiratet, hat zwei Kinder und lebt in Manchester.

## Werke (Auswahl)
- Counterparts. Penguin, 1995
- Saxophone Dreams. Penguin, 1996
- The Matter of the Heart. Abacus, 1997
- The Director’s Cut. Abacus, 2001
- Antwerp. Serpent’s Tail, 2005
- Murmurations. Anthologie, 2006
- The Enigma of Departure. PS Publishing, 2008
- The Appetite. Gray Friar Press, 2008
- Regicide. Serpent’s Tail, 2011
- Mortality. Kurzgeschichten. Serpent’s Tail, 2011
- First Novel. Johnathan Cape, 2013